# Alofi (Niue)

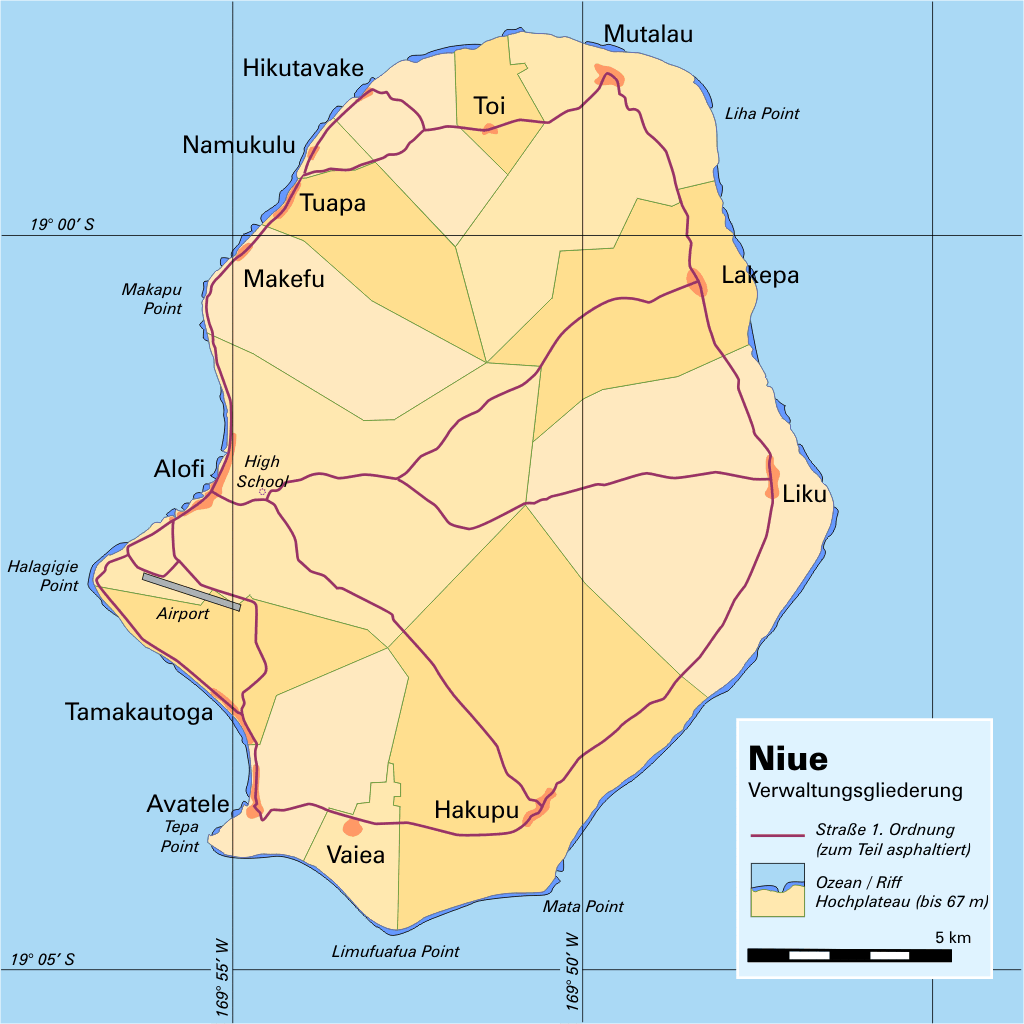
subdivisions de Niue amb Alofi a l'oest de l'illa

Alofi és la capital de l'estat de Niue que està situat a l'oceà Pacífic. Té una població de 581 habitants (2006) entre les dues poblacions, Alofi Nord (147 hab.) i Alofi Sud (434 hab.), on es troba la seu del govern.
Alofi està localitzada al centre de la Badia d'Alofi, a la costa oest de l'illa, propera a l'únic pas en l'escull de corall que encercla Niue. Aquesta badia és el 30% de la costa de l'illa (uns 7 km), des de Halagigie Point, al sud, fins a Makapu Point, al nord.
El gener del 2004, Niue va patir el cicló Heta, un cicló de cinquena categoria, que va matar dues persones i va fer molt de mal a tota l'illa. Es van destruir molts edificis d'Alofi, incloent l'hospital. Llavors es van construir els edificis del govern en un lloc a l'interior menys exposat, a Fonuakula. Aquest lloc encara està dins els límits d'Alofi South.

## Clima
Alofi té un clima equatorial segons la classificació climàtica de Köppen i no té una estació seca pròpiament dita. La ciutat té un període menys plujós entre juny i setembre. De totes maneres, cada mes plou més de 60 mm, que és el límit perquè es consideri un mes sec. Com altres ciutats amb aquest clima, normalment la temperatura roman relativament constant al llarg de l'any, amb temperatures al voltant dels 25 °C.

## Transport
El poble està connectat amb el món per l'Aeroport Internacional de Niue, i hi ha diverses carreteres, tant pavimentades com de terra, que entrecreuen el poble.
El principal port marí de l'illa és el Sir Roberts Wharf. Es troba a les coordenades 19° 03′ 10″ S, 169° 55′ 15″ O / 19.05278°S,169.92083°O, a prop del centre d'Alofi, a 200 metres de l'oficina de correus de la capital, al nord de l'edifici de la Cambra de Comerç. Es tracta d'un port petit, capaç – a causa de la topografia de l'illa — únicament d'allotjar vaixells petits de fons pla. Els vaixells de càrrega més grans i les barques de pesca amarren a prop de l'escull, i s'utilitzen unes barcasses per descarregar-los. El 2020 es van encarregar importants treballs de reforç, ampliació i renovació del moll, després dels danys causats per un cicló a principis d'any.